# 米爾斯峰 (杜費克海岸)
米爾斯峰（英語：Mount Mills），是南極洲的山峰，位於杜費克海岸，屬於多明尼昂山脈的一部分，俯瞰比爾德摩爾冰川，海拔高度2,955米，由英國探險隊發現，現時由南極條約體系管理。